# Chiba
Chiba (千葉市?, Chiba-shi) è una città del Giappone di 929 363 abitanti, ed è anche capitale dell'omonima prefettura. Si trova a sud-est di Tokyo, e fa parte della Grande Area di Tokyo.
La città, ufficialmente fondata il 1º gennaio 1921, è uno dei principali porti della regione di Kantō.

## Quartieri
| Quartieri di Chiba | Quartieri di Chiba                                           |
| --- | ------------------------------------------------------------ |
| Chiba ha sei distretti (ku): - Chūō-ku – centro amministrativo - Hanamigawa-ku - Inage-ku - Midori-ku - Mihama-ku - Wakaba-ku | Chūō-ku Hanamigawa-ku Inage-ku Midori-ku Mihama-ku Wakaba-ku |